# Schréder
Schréder SA is een Belgische fabrikant van straatverlichting. 

## Geschiedenis
Schréder is in 1906 opgericht te Luik, door Jules Schréder. Tot 1936 was Schréder een leverancier voor elektrotechnische onderdelen, daarna specialiseerde men zich in de openbare verlichting.
Het bedrijf heeft de meeste straatverlichting aangebracht langs Belgische autosnelwegen, maar ook langs Nederlandse autosnelwegen zijn armaturen van Schréder sterk aanwezig. In België werden grotere formaten van de armaturen RX, GSO en GZM gebruikt (en gereproduceerd) vanaf de jaren zeventig van de 20e eeuw. Dat gold voor zowel autosnelwegen als gewestwegen en, weliswaar in combinatie met vaak de GSN, zelfs gewone invalswegen. 
De originele armaturen droegen NaLP-lampen (natrium lage druk) met het kenmerkende oranje-gele licht. Met name de GSO, in productie vanaf de jaren zestig tot en met de jaren tachtig met kunststof behuizing en een interne aluminium reflector, is een onmiskenbaar onderdeel van het Belgische wegennet geworden. De GSO werd meestal aangebracht op relatief hoge stalen masten die ook weleens 'triestigaards' worden genoemd (zie foto's, herkenbaar type mast met een lange dan wel korte overspanning), doch ook aan betonnen exemplaren van dit type lichtmast kwamen ze te hangen. De masten verdwenen het eerst omdat betonrot de situatie te gevaarlijk maakte. Desondanks waren tot 2025 her en der nog enkele betonmasten te vinden, waarna de laatste restanten ook werden uitgefaseerd. Anno 2025 zijn de meeste GSO-armaturen vervangen en voorgoed verdwenen. Enkele bleven hangen, maar werden afgeschakeld van het elektriciteitsnet. Sommige werden gearchiveerd, bijvoorbeeld in musea over straatverlichting. De masten blijven doorgaans behouden. De armaturen werden vervangen door moderne led-armaturen eveneens vervaardigd door Schréder (met name de Ampera-armatuur voor autosnelwegen). 
De TXS-armaturen en RX-armaturen zijn nog aanwezig in de infrastructuur en staan bijvoorbeeld op hoge masten in de middenberm op o.a. de E17/A14, E19/A1, E19/A7, E34/A21, en E42/A16. Echter werden ook deze in de periode 2018–2025 van het net afgeschakeld. Opvallend is dat de GSO-armaturen vroeger na slijtage werden vervangen door de GZM-armatuur en vanaf begin jaren 2000 nog heel even door de VTP-armatuur, eveneens van Schréder. De latere GZM-armatuur uit de jaren tachtig (en nog later de VTP-armatuur) werd dan weer standaard aangebracht langs de op- en afritten van de recentere snelwegen zoals de A19, toen de GSO-armaturen reeds niet langer standaard werden aangebracht. 
Tegenwoordig, anno 2025, worden de klassieke armaturen van Schréder voor de snelwegverlichting niet meer geproduceerd. Deze verschenen vanaf de jaren zestig en zeventig van de 20e eeuw en zijn gedateerd. De meeste autosnelwegen van Vlaanderen en Wallonië werden vanaf de jaren zeventig aangelegd onder de minister van Openbare Werken Jos De Saeger (CVP), regeringen Gaston Eyskens IV en Gaston Eyskens V. 
Schréder, dat een soort monopolie lijkt te voeren wat betreft de snelwegverlichting in België, levert al geruime tijd moderne armaturen geschikt voor ledverlichting. Op 27 mei 2018 werd ledverlichting opgelegd voor alle Vlaamse snelwegen door toenmalig Vlaams minister van Mobiliteit Ben Weyts (N-VA). Op termijn zullen de oude armaturen van Schréder dus geheel uit het straatbeeld moeten verdwijnen alsmede een stukje geschiedenis van het Vlaamse wegennet.
Schréder is wereldwijd actief als producent van straatverlichting, gaande van de rest van Europa, het Verenigd Koninkrijk tot zelfs Zuid-Amerika en Noord-Afrika.

## Armaturen
Enkele bekende en veelvuldig toegepaste armaturen zijn de TZS, TXS, RX, Altra, Teceo (LED), GSO, GZM en DM.

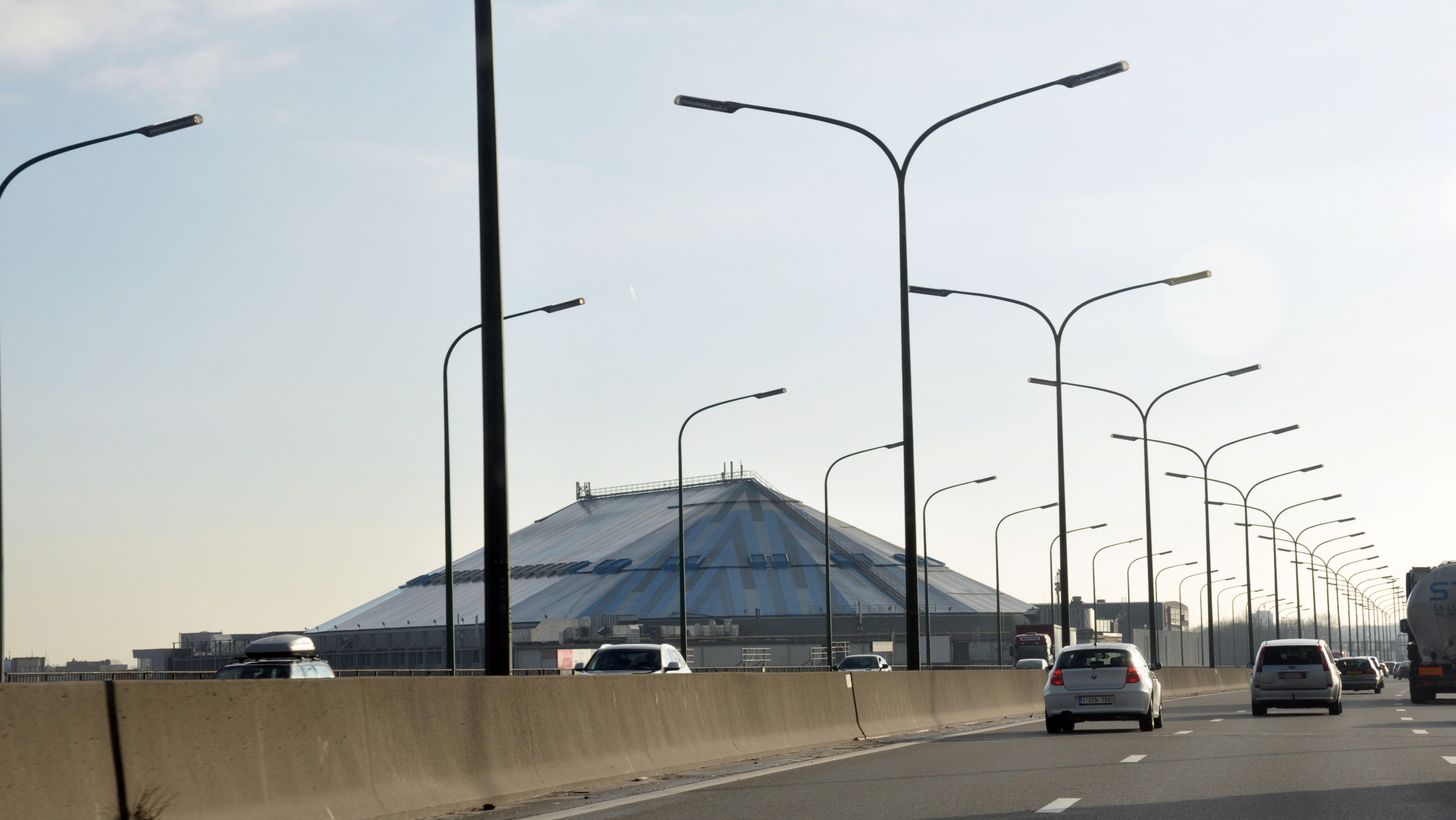
GSO-armaturen, R1, Viaduct van Merksem, Sportpaleis (verdwenen ca. 2015–2016, net als het viaduct zelf in 2024)
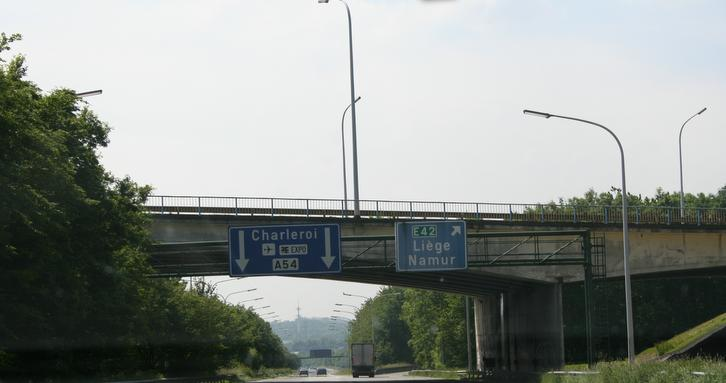
GZM-armatuur, E420 / A54, Knooppunt Thiméon met E42 / A15
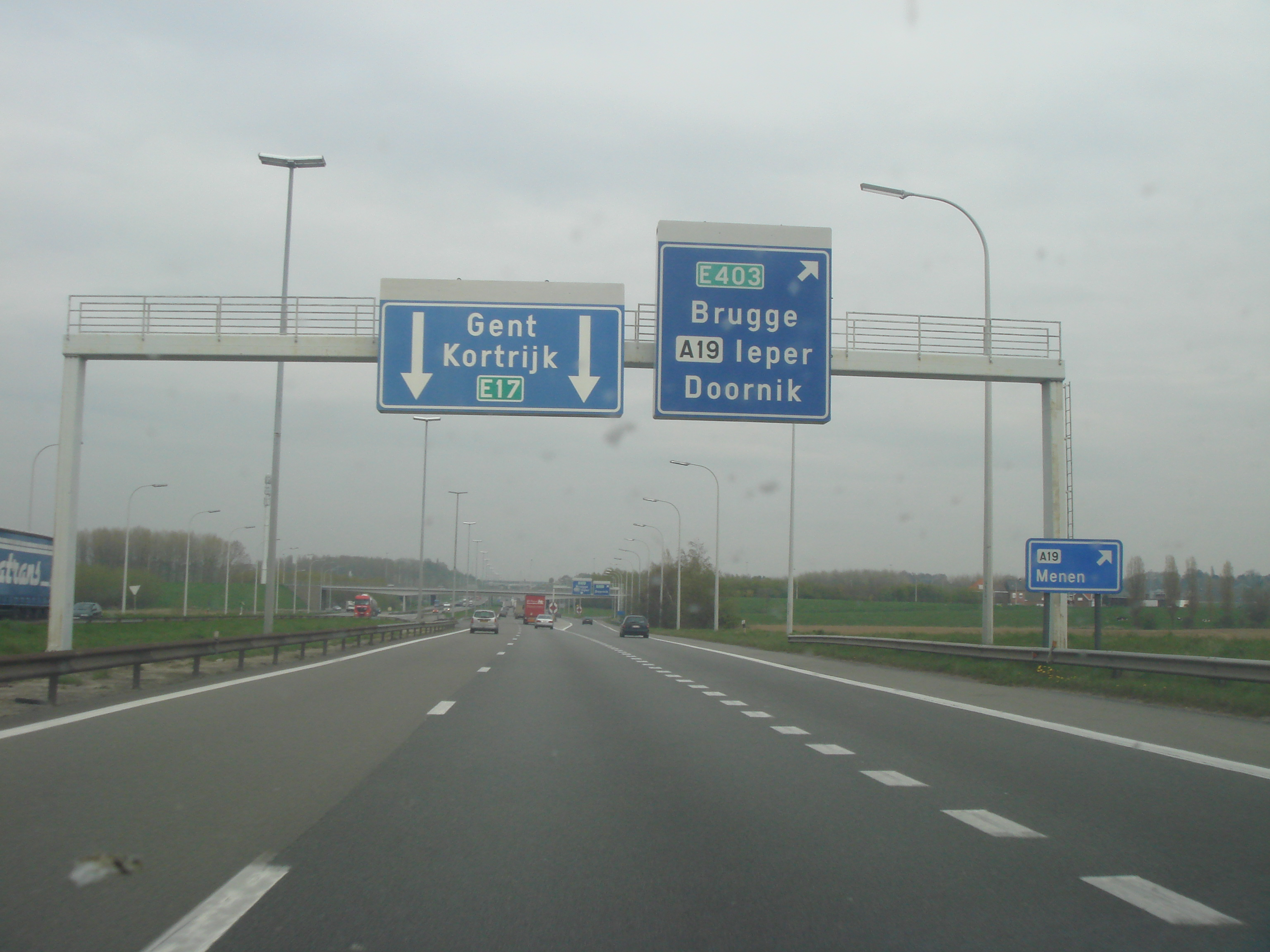
TXS (middenberm viermaal) en GZM en GSO-armaturen, E17 / A14, Knooppunt Aalbeke met E403 / A17 (verdwenen ca. 2018–2019)
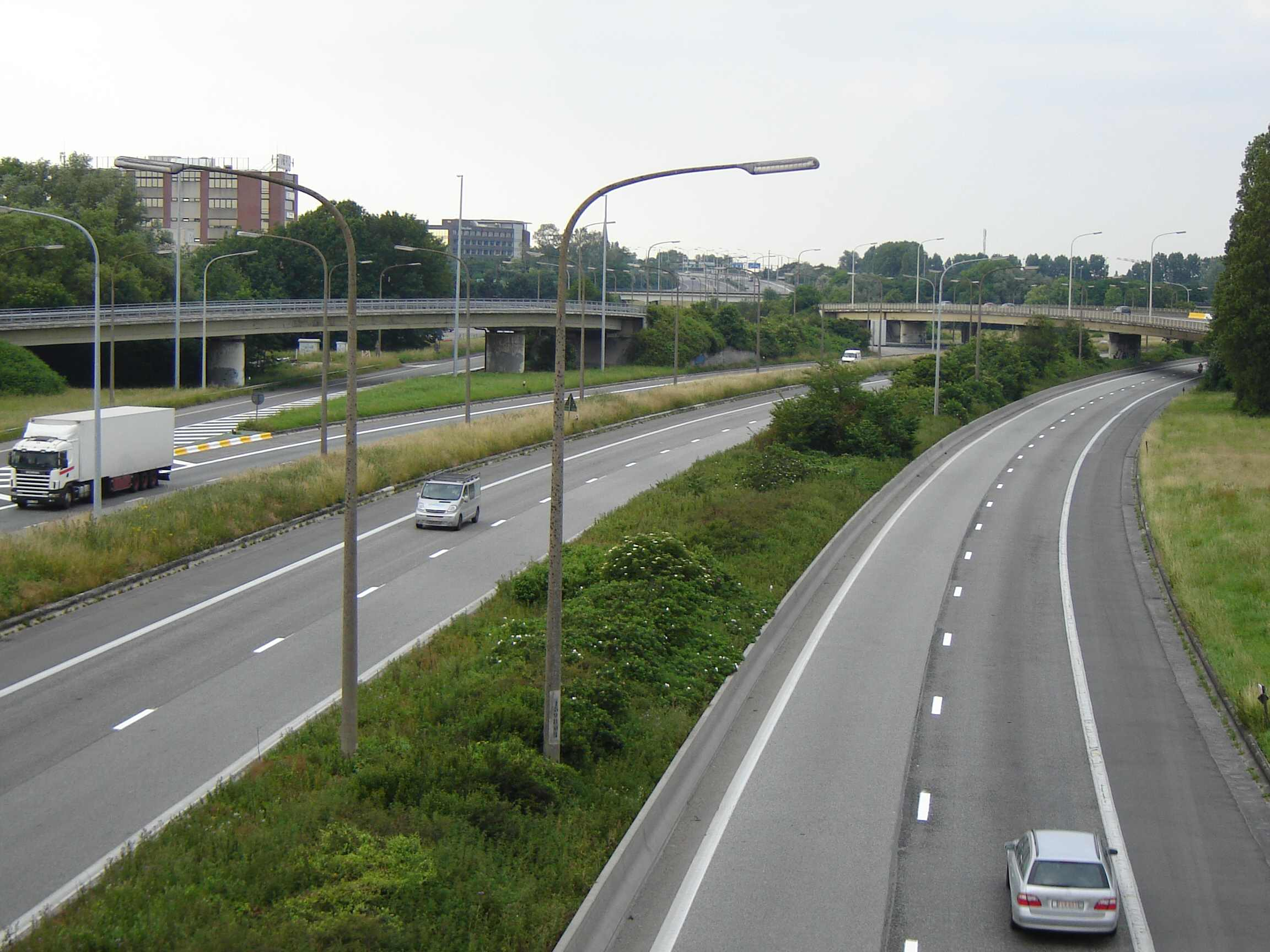
GSO-armaturen, E17 / A14, Knooppunt Gent-Centrum met de bretelle B401 voor grote sanering (verdwenen bij sanering ca. 2006–2007)
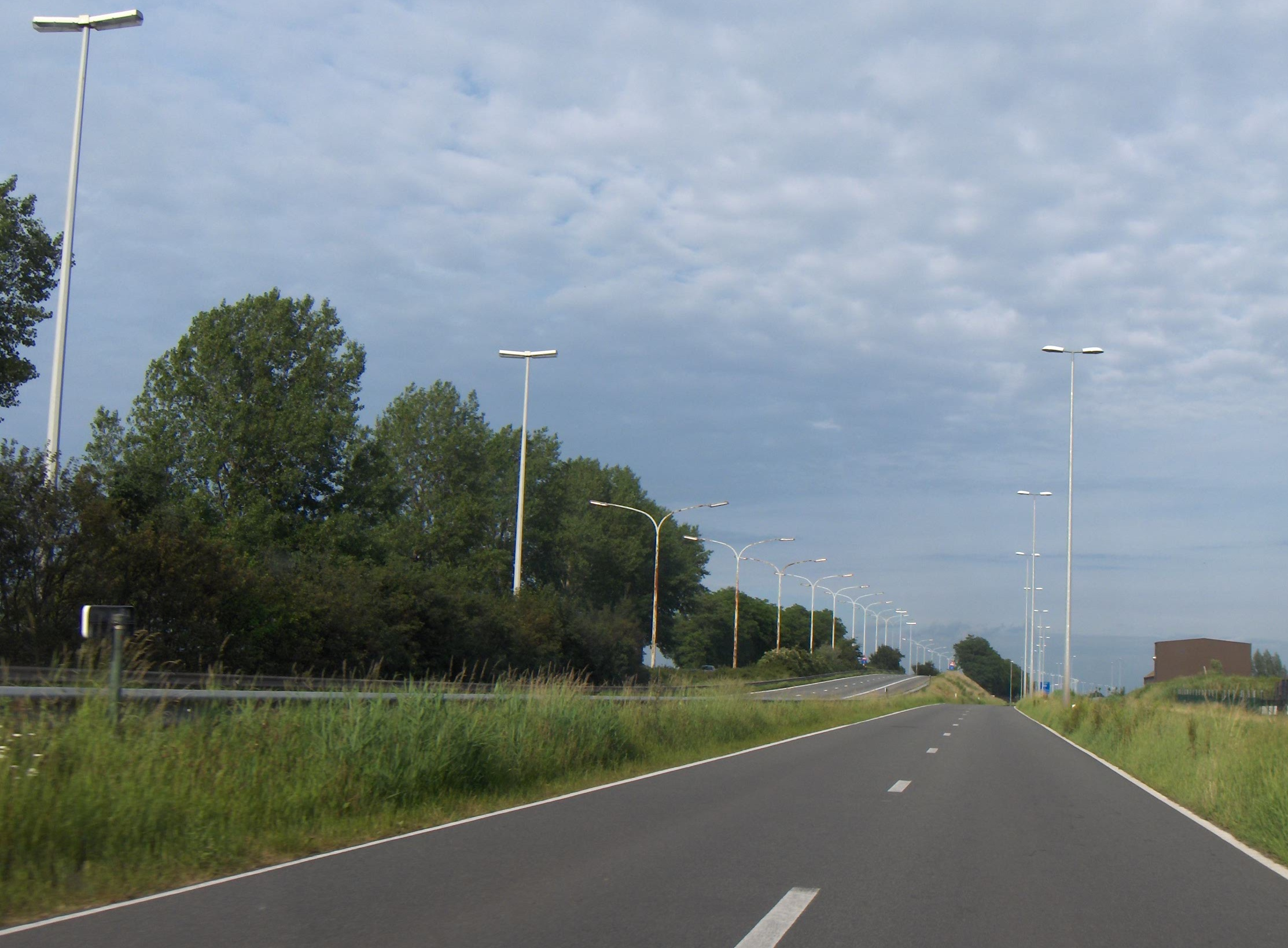
RX-armaturen (middenberm twee maal twee armaturen) en GSO-armaturen (achter), E34 / N49, ter hoogte van Sint-Gillis-Waas (nog aanwezig in het landschap, maar afgeschakeld in 2025)